# میرزا محمدحسین وفای فراهانی
میرزا سید محمدحسین فراهانی (درگذشتهٔ ۱۲۱۲ ه‍.ق) شاعر و سیاست‌مدار ایرانی عصر زندیه و متخلص به وفا بوده است.وی در سال ۱۱۸۰ ه‍.ق وارد دیوان کریم خان زند شد و نخستین باری که به وزارت رسید، در دوران صادق خان زند بود. بعدها نیز پس از درگذشت علیمرادخان زند توانست بار دیگر به وزارت جعفرخان و لطفعلی‌خان زند دست یابد.
اما پس از مدتی نهایتاً لطفعلی‌خان او را کنار نهاد و حاج ابراهیم کلانتر را به صدارت برگزید و فراهانی نیز راهی سفر حج شد. پس از سقوط زندیان و قتل لطفعلیخان، وارد دربار آقامحمدخان قاجار شد ولی به واسطهٔ پیری و ناتوانی جسمی از ادامهٔ خدمت دیوانی عذرخواهی کرد و از شاه اجازهٔ سفر به عتبات و زندگی در آنجا راگرفت.
فراهانی سرانجام در ۱۲۱۲ ه‍.ق در قزوین درگذشت و پیکرش در حرم علی بن ابی‌طالب بخاک سپرده شد. تنها فرزند او دختری بود که به ازدواج برادرزاده‌اش میرزا عیسی فراهانی درآمد و مادر قائم‌مقام فراهانی شد.

## آثار
آثاری که از محمدحسین فراهانی به جای مانده است: مثنوی بر وزن هفت پیکر نظامی و دیوان شعر که قریب به چهار یا پنج هزار بیت است و منظومه عاشقانه فیروز و شوخ و همچنین کتابی بانام تاریخ زندیه.